# بوم‌روستا

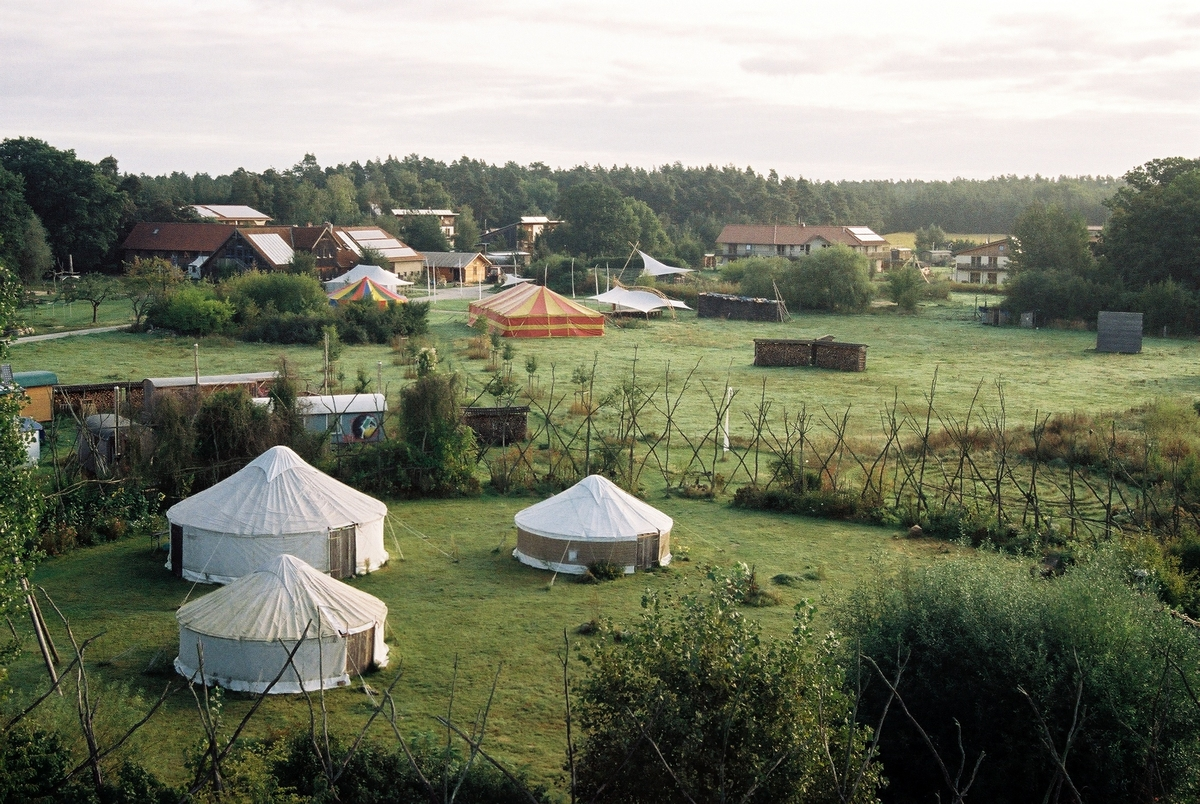
بوم‌روستای سیبن لیندن

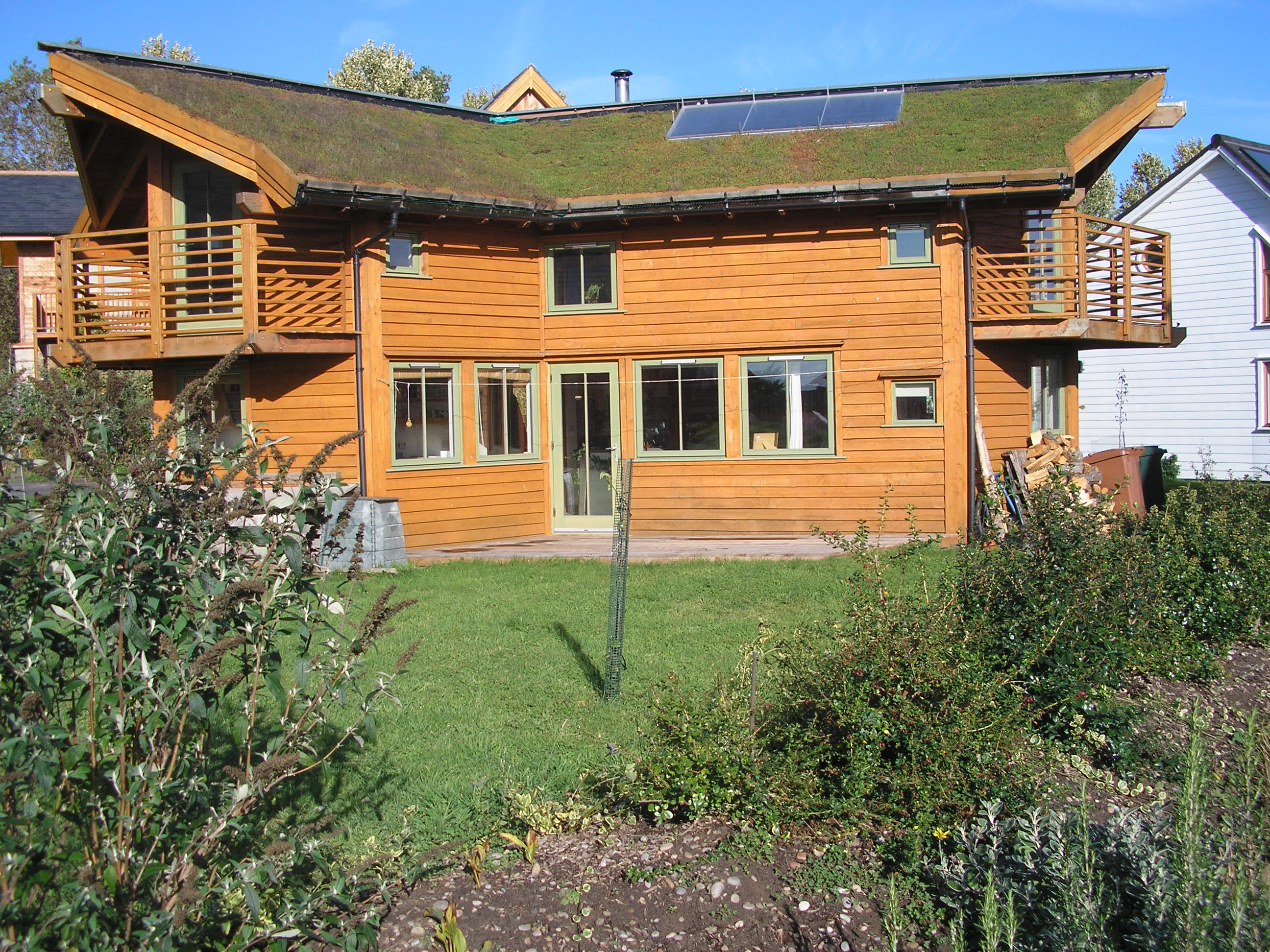
خانه‌ای با بام سبز و سازگار با محیط زیست در بوم‌روستای فیندهورن مجهز به پنل خورسیدی

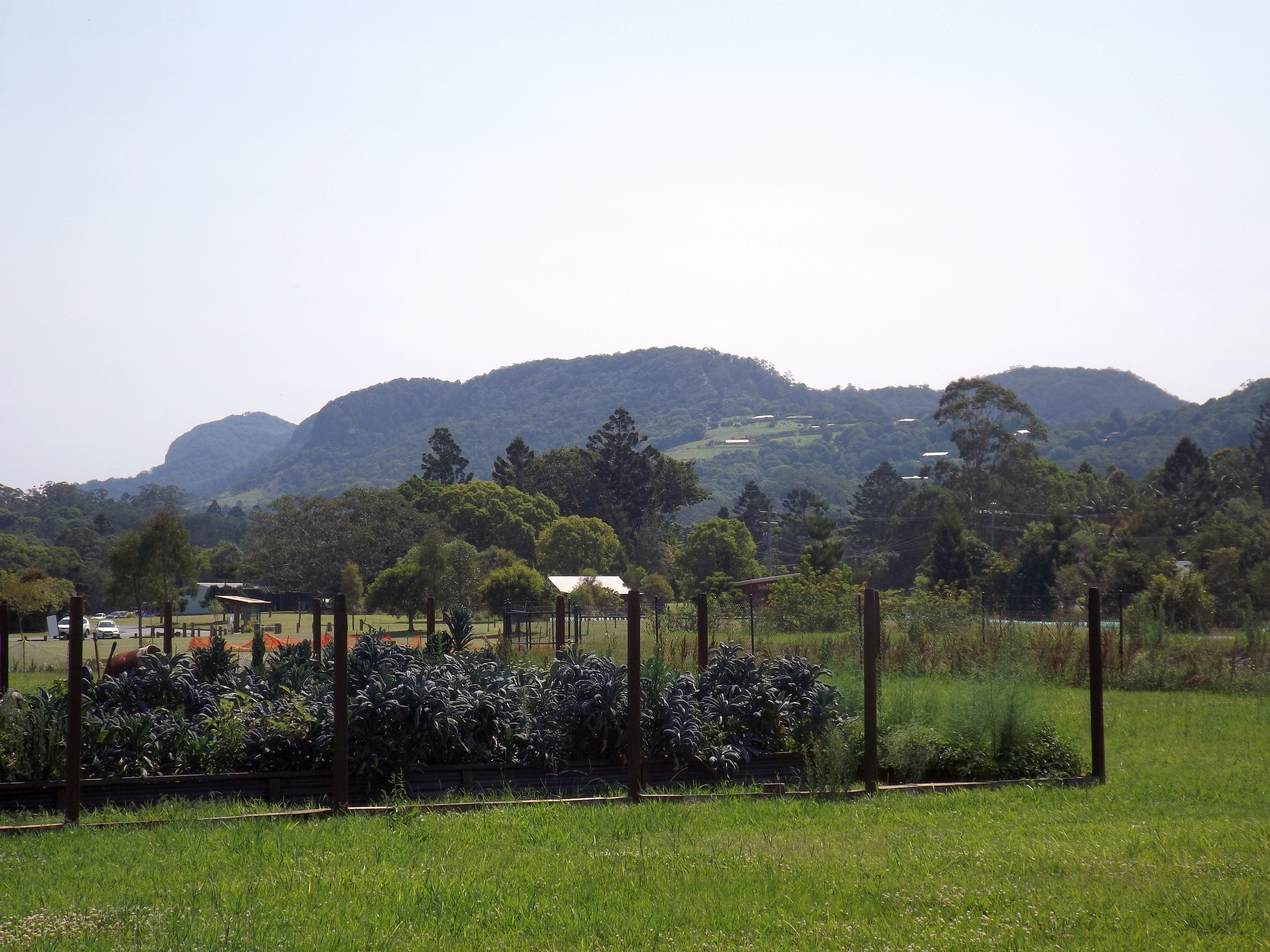
کوه تلباجرا و باغچه سبزیجات در بوم‌روستای کورمبین، کوئینزلند، ۲۰۱۵

بوم‌روستا (یا بوم‌دهکده) یا روستای پایدار یک اجتماع سنتی یا اجتماع هدفمند است که در پی پایداری بیشتر اجتماعی، اقتصادی و زیست‌محیطی است. اغلب این روستاها جمعیتی بین ۵۰ تا ۱۵۰ نفر دارند، هرچند برخی از آنها کوچکتر و برخی نیز جمعیتی بالغ بر ۲۰۰۰ نفر متشکل از مجموعه ای از اجتماعات کوچک‌تر دارند. این روستاها بعضاً با کمک افراد، خانواده‌ها و گروه‌های کوچکی رشد کرده‌اند که خود ساکن روستاهای مذکور نیستند، اما در این اجتماعات فعالانه مشارکت دارند.
هسته مرکزی بوم‌روستاها ارزش‌های مشترک زیست‌محیطی، اجتماعی، اقتصادی و فرهنگی-معنوی است. ساکنان این روستاها در جستجوی راه‌کارهای جایگزین برای روندهای مخرب فعلی در حوزه‌های تولید برق، استفاده از منابع آبی، روش‌های حمل و نقل و مدیریت زباله و به تبع آن، تغییر در نظام اجتماعی بزرگتری هستند که عامل و حامی این رویکردهاست. بسیاری از این افراد انقراض شکل‌های سنتی اجتماعات انسانی، شیوه‌های پراسراف و مصرف‌گرایانه زندگی، تخریب زیستگاه‌های طبیعی، پیش‌رَوی شهرها در فضاهای روستایی، کشاورزی صنعتی و اتکای بیش از اندازه به سوخت‌های فسیلی را از جمله رویکردهایی می‌دانند که برای پیش‌گیری از فجایع طبیعی و ایجاد یک زندگی غنی انسانی مستلزم تغییرند.
پیروان این سبک زندگی، اجتماع کوچک انسانی با حداقل تأثیر روی محیط زیست (و یا تغییرات احیاپذیر) را جای‌گزینی برای سبک‌های فعلی زندگی می‌دانند.

## تعریف
در سال ۱۹۹۱ رابرت گیلمن تعریفی از روستاهای پایدار ارائه کرد که به عنوان عرف پذیرفته شده این روستاها شناخته شد. او بوم‌روستا را این‌گونه تعریف کرد:
اقامت‌گاهی (روستایی) با امکانات کامل در مقیاس انسانی که در آن فعالیت‌های انسانی بدون آسیب به محیط طبیعی با آن ممزوج می‌شوند، به گونه‌ای که حامی رشد انسانی سالم باشد و بتواند برای آینده‌ای نامحدود ادامه یابد.

کوشا ژوبرت، مدیر شبکه جهانی روستاهای پایدار به تازگی تعریفی از این روستاها بیان کرد که مطابق آن:
یک روستای پایدار اجتماعی هدفمند و قاعده‌مند است که آگاهانه توسط ساکنان آن طراحی شده و در آن افراد به آنچه دارند ارج می‌نهند و آن را با تکنولوژی‌های نوین می‌آمیزند تا زندگی پایدارتری داشته باشند، و تمامی این مراحل توسط ساکنان این روستاها اداره می‌شود و هدف غایی آنان بازسازی محیط‌های اجتماعی و طبیعی است
 در این نوع نگاه، رسیدن به پایداری کافی نیست، بلکه بازسازی اجتماعی و زیست‌محیطی ساختار زندگی در هر چهار بعد پایداری یعنی: بعد اجتماعی، بعد زیست‌محیطی، بعد فرهنگی و بعد اقتصادی امری حیاتی است.
روستاهای پایدار در سال‌های اخیر و با پیشرفت تکنولوژیک توسعه یافته‌اند و به ساختارهایی هوشمندانه رسیده‌اند.

## تاریخچه
اشتیاق امروزی برای اجتماعات نوین انسانی در جنبش‌های اشتراکی دهه ۶۰ و ۷۰ میلادی شدت گرفت و تا میانه دهه ۸۰ با جنبش خانه‌های اشتراکی و سایر جنبش‌های جوامع دگر‌اندیش سامان بهتری یافت. سپس در سال ۱۹۹۱ رابرت گیلمن و دایان گیلمن مطالعه ای آینده نگر تحت عنوان «بوم‌روستاها و اجتماعات پایدار» را برای مؤسسه گایا تراست به رشته تحریر درآوردند که در آن موضوعات مرتبط با محیط زیست و زندگی اشتراکی در یک مجموعه گردآوری شده بودند.
جنبش روستاهای پایدار در کنفرانس سالانه پاییزه فیندهورن در اسکاتلند در سال ۱۹۹۵ اعلام موجودیت کرد. نام این گردهمایی «بوم‌روستاها و اجتماعات پایدار» بود. بنا به گفته راس جکسن "گویی نغمه‌ای نواخته شد که در همه جا شنیده شد. بدین ترتیب اصطلاح "بوم‌روستاً وارد دایره لغات اندشمندان فرهنگی شد. بعد از این گردهمایی، بسیاری از اجتماعات هدفمند من جمله فیندهورن خود را بوم‌روستا نامیدند و بدین ترتیب جنبشی جدید پا به عرصه وجود گذاشت. "شبکه جهانی بوم‌روستاها که توسط ۲۵ نفر از شرکت کنندگان در این گردهمایی شکل گرفته بود توانست صدها پروژه کوچک با اهداف مشابه را در سرتاسر جهان به هم وصل کند که پیش ازاین بدون اطلاع از وجود یکدیگر فعالیت می‌کردند. مؤسسه گایا تراست در دانمارک هزینه‌های پنج سال اول این شبکه را تقبل کرد. هم اکنون روستاهای پایدار در بیش از ۷۰ کشور جهان و شش قاره وجود دارند.
از کنفرانس ۱۹۹۵ تاکنون برخی اعضای شبکه جهانی روستاهای پایدار تلاش کردند تا روش‌های دیگری را در باب ساختن روستاهای پایدار در پیش بگیرند، با این نیت که بتوانند مکان‌های زندگی جذابی برای عامه مردم مهیا کنند تا بدین وسیله توسعه پایدار را در سطح وسیع تری دنبال کنند. یکی از نمونه‌های نسبتاً موفق در این باب پروژه «روستاهای زنده» و «وینتلز» است که در آن خانه‌های سازگار با محیط زیست به گونه ای برپاست که تعاملات اجتماعی به حداکثر خود برسد و ساکنان برای زندگی پایدارتر مکان‌های کشت خوراکی جات، فضای سبز و مزارع پرورش حیوانات را به اشتراک می‌گذارند.
قواعد بنیادین روستاهای پایدار را می‌توان در فضاهای شهری و روستایی و همچنین در کشورهای در حال توسعه و توسعه یافته پیاده کرد. طرفداران این سبک زندگی در جستجوی شیوه‌هایی پایدار (همچون سادگی خودخواسته) هستند که در آن ساکنان هر منطقه حداقل داد و ستد را با محیط خارج از اقلیم خود داشته باشند. همچنین برخی از آنها در جستجوی استقلال کامل از زیرساخت‌های موجود در جوامع کنونی فعلی هستند، هرچند برخی دیگر (خصوصاً در نزدیکی جوامع شهری) تعامل بیشتری با زیرساخت‌های فعلی دارند. اساس بوم‌روستاها را کشاورزی ارگانیک، کشاورزی پایدار و رویکردهایی مشابه تشکیل می‌دهند که باعث بهبود چرخه زیست‌محیطی و تنوع زیستی بیشتر می‌گردد.
ساکنان بوم‌روستاها (چه در نزدیکی فضاهای شهری و چه در نواحی کاملاً روستایی) ارزش‌های جمعی و زیست‌محیطی را با رویکردهایی قاعده مند (همچون کشاورزی پایدار) می‌آمیزند تا به پایداری برسند.
جاناتان داوسون، مدیر سابق شبکه جهانی روستاهای پایدار در کتاب سال ۲۰۰۶ خود با عنوان بوم‌روستاها: مرزهای جدید برای پایداری پنج اصل را به عنوان اصول بنیادی روستاهای پایدار معرفی می‌کنند که عبارتند از:
1. آنها پروژه‌های دولتی نیستند، بلکه ابتکاراتی مردمی هستند.
2. ساکنان این روستاها برای زندگی اجتماعی ارزش قائل اند و آن را تمرین می‌کنند.
3. ساکنان این مجموعه‌ها وابستگی چندانی به دولت، شرکت‌ها یا سایر مراکز تأمین آب، غذا، سر پناه، انرژی و سایر ملزومات ندارند، بلکه آنان می‌کوشند این اقلام را خود تأمین کنند.
4. ساکنان ارزش‌های مشترک عمیقی دارند که در قالب باورهای معنوی آن را بیان می‌کنند.
5. آنان اغلب به عنوان مجموعه‌های تحقیقاتی امکان کسب تجربیات آموزشی را برای دیگران مهیا می‌سازند.